# وارن ادلر
وارن ادلر (انگلیسی: Warren Adler؛ زادهٔ ۱۶ دسامبر ۱۹۲۷) یک رمان‌نویس، نمایش‌نامه‌نویس، نویسنده، و فیلم‌نامه‌نویس اهل ایالات متحده آمریکا است.